# Жабелевка
Жабелевка (укр. Жабелівка) — село в Винницком районе Винницкой области Украины.
Код КОАТУУ — 0520681903. Население по переписи 2001 года составляет 555 человек. Почтовый индекс — 23245. Телефонный код — 432.
Занимает площадь 1,537 км².
В селе действует храм Казанской иконы Божией Матери Винницкого районного благочиния Винницкой епархии Украинской православной церкви.

## Адрес местного совета
23245, Винницкая область, Винницкий р-н, с. Жабелевка, ул. Мичурина, 44

## Известные уроженцы
- Маркилюк, Леонид Петрович (род. 1930) — Герой Социалистического Труда.
- Зверховский, Пётр Ефимович (род. 1942) — художник.